# Petter Antti
Petter Antti, född 19 augusti 1966, är en svensk före detta professionell ishockeyspelare (forward).
Petter Antti har även varit nyhetsuppläsare i TV4 och medverkat i långfilmen Sprängaren från 2001.

## Klubbar
- Luleå HF (1983-1986, 1989-1990)
- Bergnäsets IF (1986-1988)
- Bodens IK (1988-1989, 1990-1993)